# Dwight Yoakam

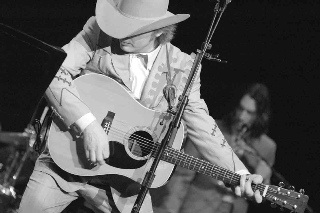
Dwight Yoakam

Dwight David Yoakam (Pikeville (Kentucky), 23 oktober 1956) is een Amerikaans zanger, songwriter en acteur.

## Biografie
Yoakam werd geboren in Pikeville (Kentucky), en groeide op in Columbus (Ohio). Hij doorliep de highschool aan de Northland High School aldaar en haalde zijn diploma in 1974. Tijdens zijn tijd op de highschool kwam hij in aanraking met muziek en acteren in het schooltoneel, en besloot hier zijn toekomst in te zoeken. Naast school speelde hij gitaar in lokale bands. Na zijn highschool ging hij studeren aan de Ohio State University in Columbus, maar verliet deze in 1977 al snel om te verhuizen naar Nashville (Tennessee) voor zijn muziekcarrière. In 2005 kreeg Yoakam een eredoctoraat van de Ohio Valley University in Parkersburg (West Virginia).

## Carrière

### Muziek
Yoakam begon met zijn muziekcarrière in Nashville (Tennessee) met countrymuziek, zijn carrière wilde hier niet vlotten dus besloot hij toen om te verhuizen naar Los Angeles. Hij schreef zijn muziek zelf en trad daar op buiten de traditionele countryclubs. In 1986 bracht hij in eigen beheer zijn eerste album uit, Guitars, Cadillacs, Etc., Etc.. Het nummer Honky Tonk Man van dit album werd als countrylied als eerste in dit genre uitgezonden op MTV. Hij is ook de meest optredende zanger in de geschiedenis van de The Tonight Show. 

### Acteren
Yoakam begon in 1991 met acteren in de televisieserie P.S.I. Luv U, waarna hij nog meerdere rollen speelde in televisieseries en films. 

## Discografie

### Albums
- 2024 Brighter Days
- 2016 Swimmin' Pools, Movie Stars...
- 2015 Second Hand Heart
- 2013 21st Century Hits: Best of 2000–2012
- 2012 3 Pears
- 2007 Dwight Sings Buck
- 2005 Blame the Vain
- 2004 Dwight's Used Records
- 2004 The Very Best of Dwight Yoakam
- 2003 Population Me
- 2003 In Others' Words
- 2002 Reprise, Please, Baby
- 2001 South of Heaven, West of Hell
- 2000 Tomorrow's Sounds Today
- 2000 dwightyoakamacoustic.net
- 1999 Last Chance for a Thousand Years
- 1998 A Long Way Home
- 1997 Come On Christmas
- 1997 Under the Covers
- 1995 Dwight Live
- 1995 Gone
- 1993 This Time
- 1992 La Croix D'Amour
- 1990 This Is...
- 1990 If There Was a Way
- 1989 Just Lookin' for a Hit
- 1988 Buenas Noches From a Lonely Room
- 1987 Hillbilly Deluxe
- 1986 Guitars, Cadillacs, Etc., Etc.

## Filmografie

### Films
Uitgezonderd korte films.
- 2021 Cry Macho - als Howard Polk
- 2018 One by One - als Dallas
- 2017 Logan Lucky - als gevangenisdirecteur Burns
- 2017 Boomtown - als John Turner sr.
- 2015 90 Minutes in Heaven - als advocaat Beaumont
- 2010 Dirty Girl - als Joseph
- 2010 The Last Rites of Ransom Pride - als eerwaarde Early Pride
- 2010 Provinces of Night - als Boyd Bloodworth
- 2009 2:13 - als eigenaar S&M shop
- 2009 Crank: High Voltage - als Doc Miles
- 2008 Anywhere But Home - als pastoor Phil
- 2006 Crank - als Doc Miles
- 2006 Bandidas - als Tyler Jackson
- 2005 Wedding Crashers - als mr. Kroeger
- 2005 The Three Burials of Melquiades Estrada - als Belmont
- 2004 Three Way - als Herbert Claremont / Clarkson
- 2003 Hollywood Homicide - als Leroy Wasley
- 2002 Panic Room - als Raoul
- 2000 South of Heaven, West of Hell - als Valentine Casey
- 1999 The Minus Man - als Blair
- 1998 When Trumpets Fade - als luitenant kolonel
- 1998 The Newton Boys - als Brentwood Glasscock
- 1997 Painted Hero - als Virgil Kidder
- 1996 Sling Blade - als Doyle Hargraves
- 1996 Don't Look Back - als Skipper
- 1996 The Little Death - als Bobby Lomax
- 1994 Roswell - als Mac Brazel
- 1993 Red Rock West - als vrachtwagenchauffeur

### Televisieseries
Uitgezonderd eenmalige gastrollen.
- 2016 Goliath - als Wendell Corey - 7 afl.
- 2015 To Appomattox - als George Meade - 7 afl.
- 2014 Under the Dome - als Lyle Chumley - 7 afl.
- 2011-2013 Wilfred - als Bruce - 3 afl.

- Biblioteca Nacional de España: XX1107565
- Bibliothèque nationale de France: cb13933502j (data)
- Catàleg d'autoritats de noms i títols de Catalunya: 981058518269006706
- Gemeinsame Normdatei: 134562453
- International Standard Name Identifier: 0000 0001 1476 646X
- Library of Congress Control Number: n92018129
- MusicBrainz: 0fb711af-c7ba-4bdc-b0b6-b8495fc0a590
- Nationale Bibliotheek van Tsjechië: xx0046363
- Nationale Bibliotheek van Israël: 987007330151005171
- Nederlandse Thesaurus van Auteursnamen: 073630942
- SNAC: w63j3b0j
- Système universitaire de documentation: 113644825
- Virtual International Authority File: 85592576
- WorldCat: E39PBJpYt4kRHMvqVd7QCBdvpP